# 황별
황별(일본어: 皇別 코우베츠[*]) 또는 왕손(일본어: 王孫 오우손[*])은 일본의 황실에서 신적강하한 씨족들을 가리킨다. 황실과 마찬가지로 남자 혈통으로 이어진다. 황별이라 함은 서기 815년 조정이 편찬한 《신찬성씨록》에서 전국의 성씨를 황별(천황, 황자들의 자손), 신별(천진신과 국진신의 자손), 제번(한반도나 중국에서 건너온 도래인들의 자손)의 세 가지로 구분한 데서 유래한 명칭이며, 왕손이라 함은 에도 시대 이후 사용된 명칭이다.